# Residenzschloss Eisenach

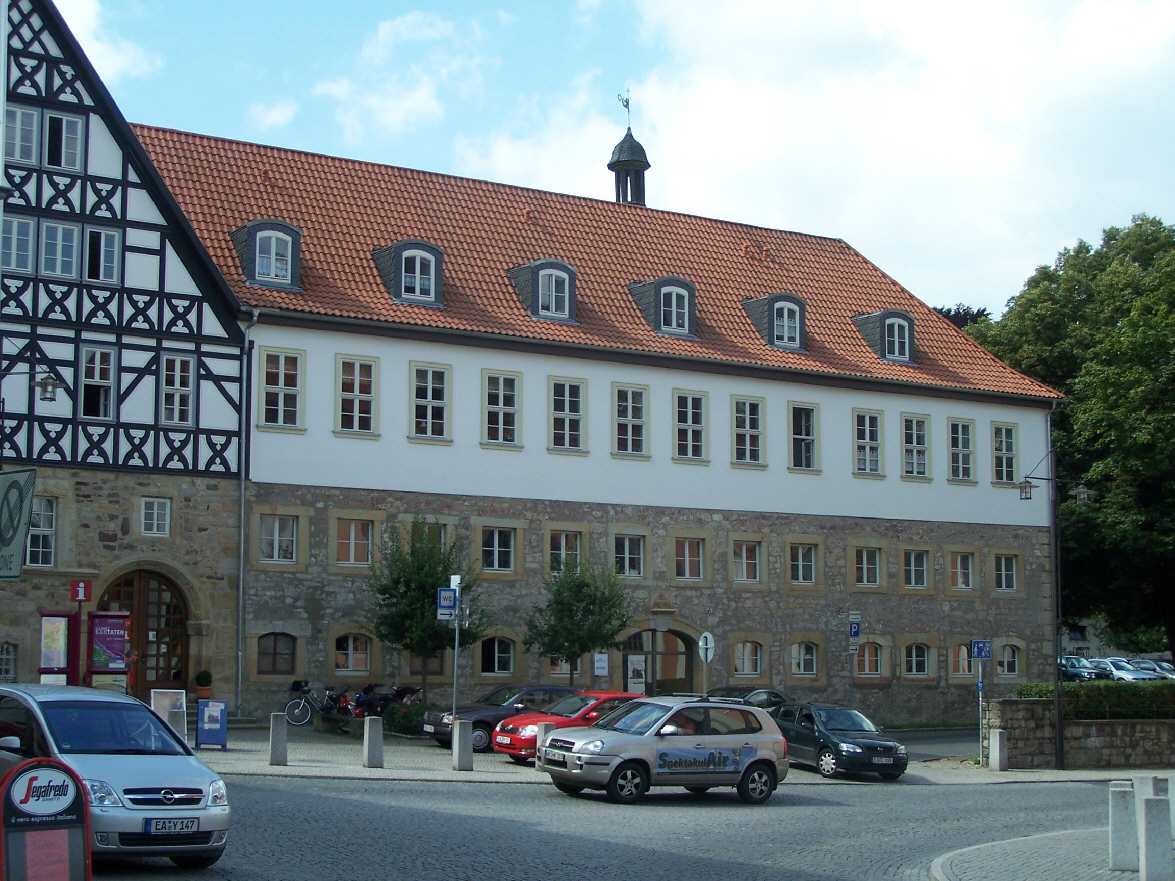
Die heute erhaltene "Alte Residenz", am linken Bildrand das Creutznacher Haus

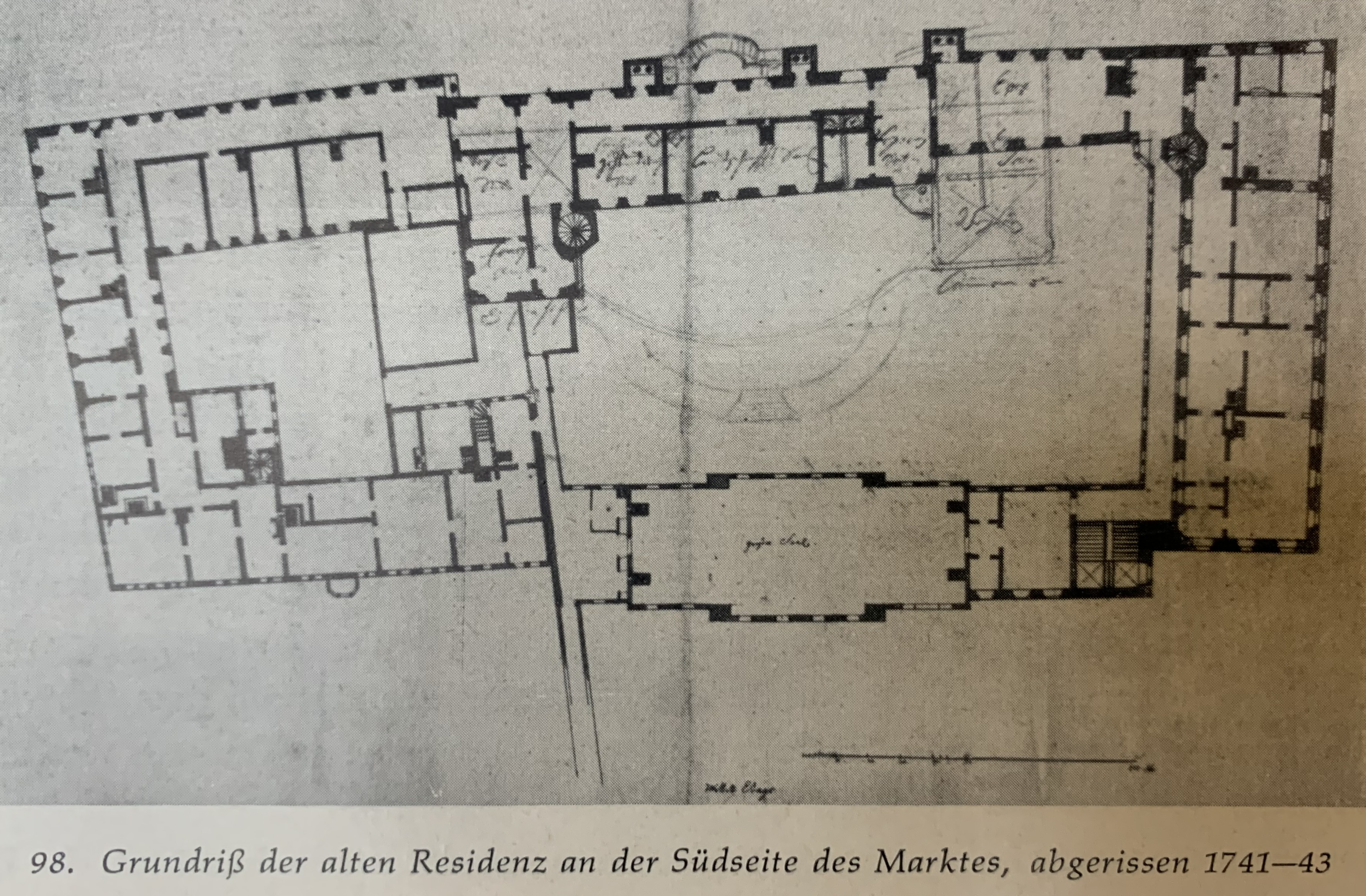
Grundriss der Alten Residenz bis 1741

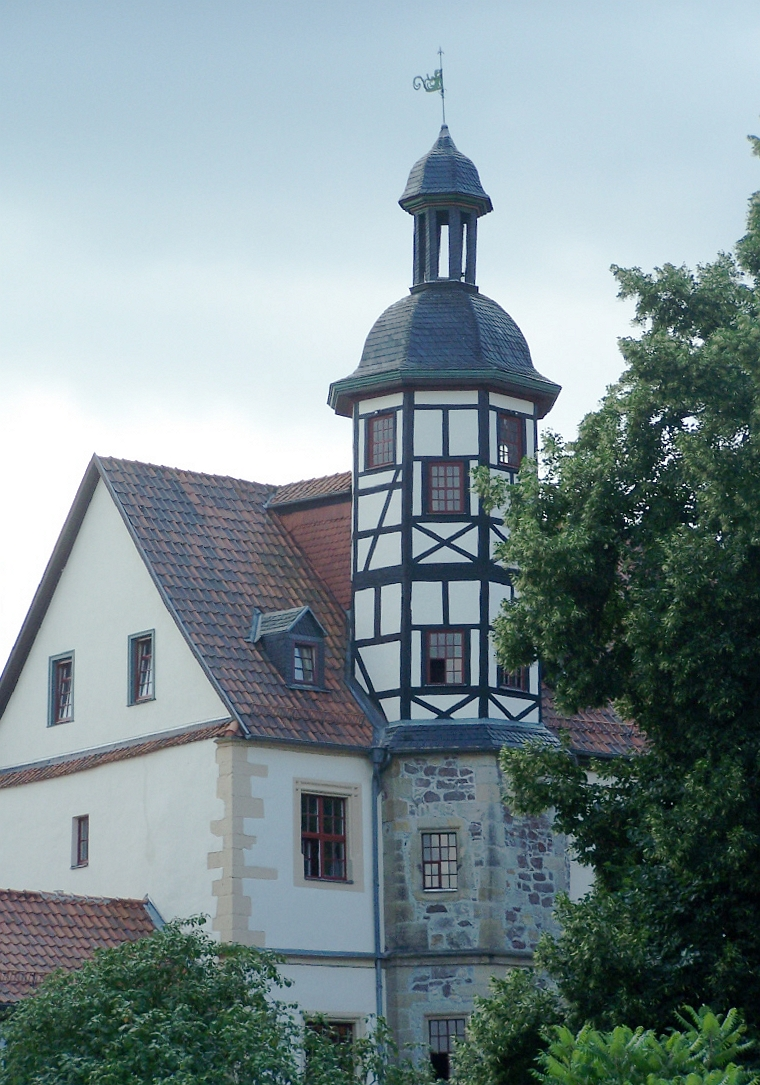
Das Residenzhaus an der Esplanade

Das Residenzschloss war ein Bauwerk in der Altstadt von Eisenach, das im 18. Jahrhundert zu weiten Teilen abgebrochen wurde. Die erhaltenen Teile sind heute als Alte Residenz und Residenzhaus bekannt und stehen unter Denkmalschutz. Das Schloss befand sich am Südrand des Eisenacher Marktes, unmittelbar südlich der Georgenkirche.

## Geschichte
Das Residenzschloss wurde im 16. Jahrhundert im Stil der Renaissance errichtet. Ab 1596 diente es Johann Ernst, Herzog von Sachsen-Eisenach als Residenz. Um 1600 wurde es erweitert und das benachbarte Creutznacher Haus in den Gebäudekomplex mit einbezogen.
Trotz hoher Verschuldung ließ Herzog Ernst August, der Souverän des Herzogtums Sachsen-Weimar-Eisenach ab 1740 einen Schlossneubau an der Nordseite des Marktes errichten. Nach Fertigstellung des Eisenacher Stadtschlosses wurde das alte Residenzschloss zu weiten Teilen abgebrochen, erhalten blieben die Schlossbrauerei, der Brunnenkeller, das Residenzhaus und das Creutznacher Haus. 
Einer Überlieferung nach führte eine Familienstreitigkeit zum Abriss des Schlosses: Als Anna Sophie Charlotte (1706–1751), die Witwe des letzten Eisenacher Herzogs Wilhelm Heinrich, des Landes verwiesen wurde und weitere demütigende Gesten des Thronfolgers Ernst August bekannt wurden, befahl sie kurzerhand, das von ihr bewohnte Residenzschloss „bis auf den letzten Nagel“ auszuräumen – zumindest blieb nach der Überlieferung bei ihrem Auszug nicht mehr viel Brauchbares im Gebäude. Von dieser Blamage erzürnt, soll Herzog Ernst August den unverzüglichen Abriss des Residenzschlosses angeordnet haben.
An der Stelle des abgerissenen Teils des Schlosses entstand eine bis heute erhaltene Freifläche, die Esplanade. Die verbliebene "Alte Residenz", das um 1500 errichtete Residenzhaus und das Creutznacher Haus wurden fortan als Verwaltungsgebäude für Finanz- und Justizbehörden des Großherzogtums Sachsen-Weimar-Eisenach bzw. des Landes Thüringen genutzt, wofür beide Gebäude mehrfach umgebaut wurden. Bei den Luftangriffen auf Eisenach im Zweiten Weltkrieg wurden die Gebäude stark beschädigt, die Nebengebäude an der Südseite der Residenz wurden so stark zerstört, dass sie nach Kriegsende nicht wieder aufgebaut wurden. An ihrer Stelle befindet sich heute der Lutherplatz.
Bei Bauarbeiten zur Sanierung und Neugestaltung der Esplanade wurden 2015 Mauerreste des alten Residenzschlosses und eines weiteren Gebäudes gefunden, welche von Archäologen der Pfarrschule zu St. Georgen zugeordnet wurden, die Martin Luther von 1498 bis 1501 besuchte.